# Esubians
|  | No s'ha de confondre amb Esuvis. |

Els esubians (en llatí Esubii) eren un poble de Ligúria -no se sap si celta o lígur- esmentat en una inscripció de l'arc de Susa. Pel seu nom se'ls suposa habitants de la zona del riu o torrent Vesubi (res a veure amb el volcà Vesuvi), afluent del Var. Podrien ser els vesubiani esmentats per Plini el Vell en la transcripció que fa de les inscripcions del Trofeu dels Alps que commemorava les victòries d'August sobre les tribus alpines, i es suposa que vivien a la zona de Barceloneta de Provença (departament dels Alps de l'Alta Provença).